# Mandarim (pássaro)
O mandarim, também conhecido por diamante-mandarim, mandarim-de-timor ou tentilhão-zebra, (Taeniopygia guttata) é um pequeno passeriforme, membro da família Estrildidae. Este pássaro é originário da Australásia e é nativo da Austrália, Timor e Indonésia. Ocorre também em Portugal, Brasil, e nos Estados Unidos como espécie introduzida.
O mandarim é uma ave de pequeno porte, com 11 a 12 centímetros de comprimento. São aves muito gregárias e, na natureza, nunca estão longe do resto do bando ou do seu parceiro.
Os mandarins são brancos na barriga e cinzento mosqueado de preto no dorso e asas. A cauda é preta e branca. O bico é vermelho vivo. O mandarim macho se diferencia da fêmea por possuir manchas alaranjadas ou castanhas abaixo de cada olho. As fêmeas têm em geral o bico mais claro e os juvenis têm o bico marrom-escuro quase negro.
Na natureza, os mandarins alimentam-se de sementes e grãos.

## Distinção entre os sexos
Machos: Possuem manchas laranjas ou acastanhadas na zona das bochechas, listras no peito, o bico e as patas são avermelhados e cantam.
Fêmeas: Na zona das bochechas apenas possuem uma "lágrima", não possuem listras no peito, o bico e as patas são laranja claros e apenas piam.

## Cativeiro

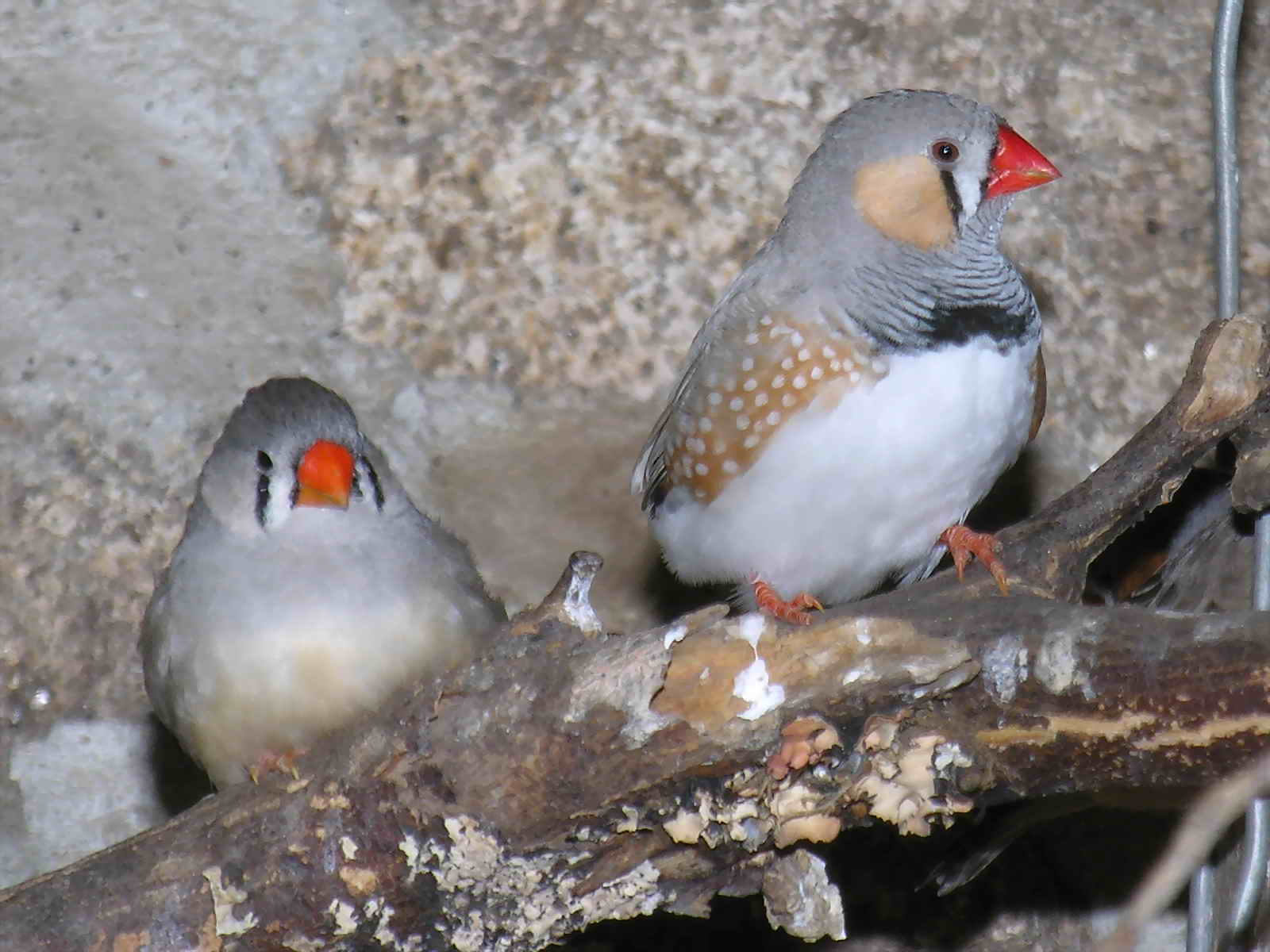
Zebrapinty pár

O mandarim é uma ave de fácil criação, indicada para criadores que estejam iniciando.
Sua alimentação em cativeiro consiste em painço, alpiste, verduras (exceto laranja e alface), sendo as preferidas almeirão, couve, escarola, chicória e espinafre, mas existem várias outras misturas usadas pelos seus donos.
Vivem aproximadamente 8 anos.

## Reprodução

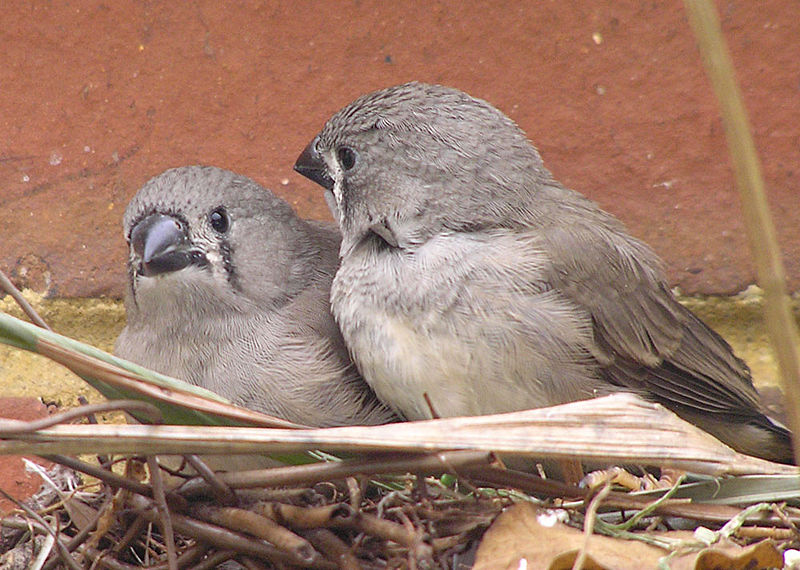
Jovens ainda no ninho

A reprodução se inicia quando as aves possuem cerca de 3 a 4 meses, entretanto, o ideal é permitir o acasalamento depois dos 9 meses de vida, visando que terão melhores condições de choco e cuidados com os filhotes. Põem de 4 a 8 ovos, que eclodem em cerca de 12 dias. Após cerca de 2 semanas já se alimentam sozinhos e aos 18 dias começam a voar.
Logo em seguida o casal começa a preparar um novo ninho para outra postura. Se o animal estiver em gaiola, preferem os ninhos próprios chamados Ninhos de Mandarim. É aconselhável estabelecer um período para a reprodução que, por norma, se situa entre Setembro e Julho.

## Mutação

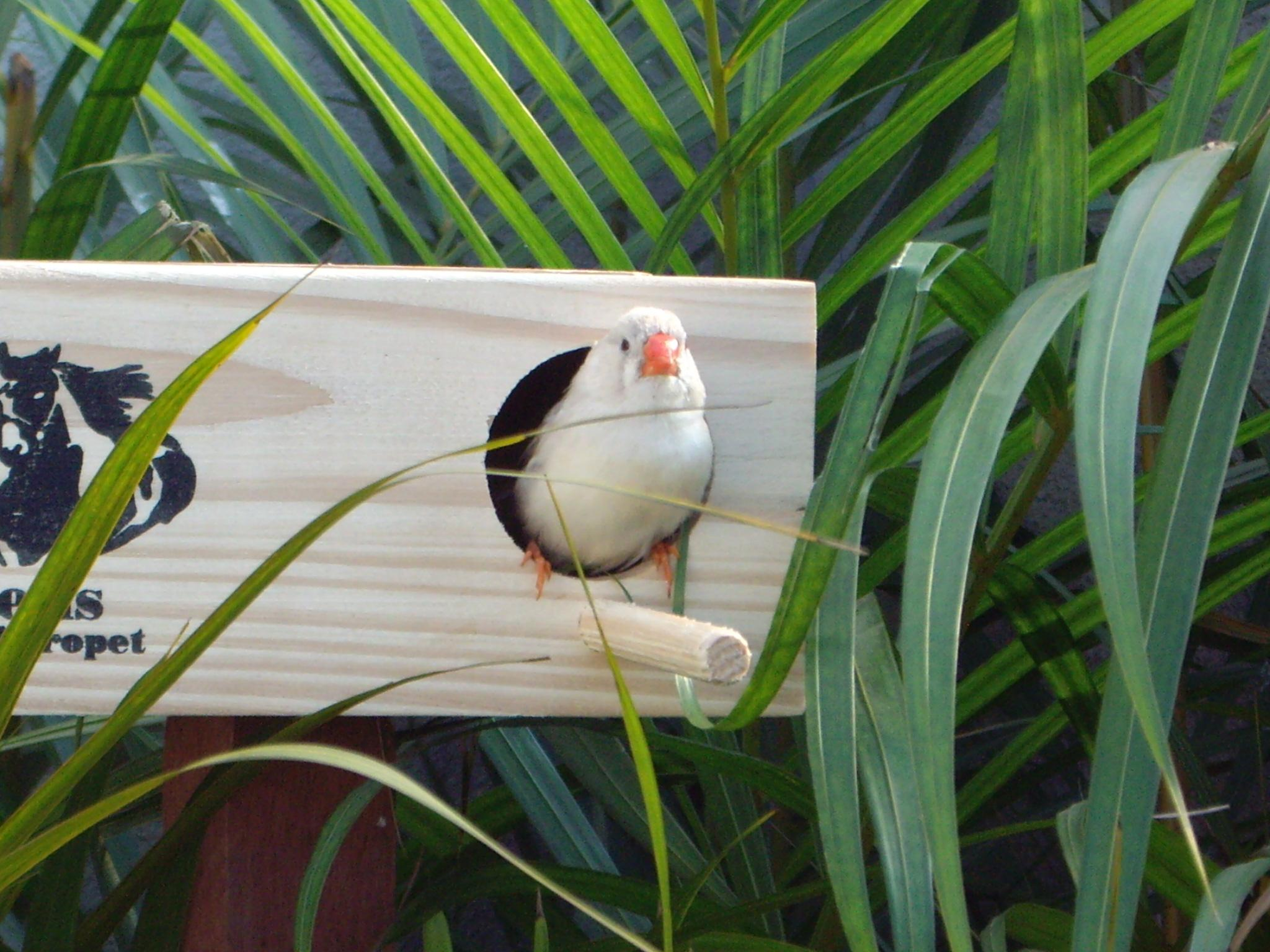
Mutação

Há uma quantidade muito grande de mutação no mandarim, as mais comuns são Branco, Castanho, Variegado, Busto preto, Busto laranja e Bico vermelho.